# Pierre Amine Gemayel
Ne pas confondre avec Pierre Gemayel (1905-1984)
Pierre Amine Gemayel, parfois appelé Pierre Gemayel Jr, né le 23 septembre 1972 à Bikfaya (Liban) et mort assassiné le 21 novembre 2006 à Beyrouth (Liban), est un homme politique libanais maronite, fils de l’ancien président de la République Amine Gemayel, neveu de l’ancien président de la République Béchir Gemayel et petit-fils du fondateur du parti Kataëb, Pierre Gemayel.

## Biographie
Il entre dans la vie politique libanaise en 2000, lors des élections législatives qu’il remporte au Metn. Animateur du mouvement réformateur Kataëb (opposé au parti Kataëb officiel dirigé par Karim Pakradouni depuis la fin de la guerre), il rejoint auprès de son père le rassemblement de Kornet Chehwane.
Il s’oppose à la reconduction du mandat du président Émile Lahoud et prend part à la Révolution du cèdre après l’assassinat de Rafiq Hariri en février 2005.
Aux élections de 2005, il est le seul membre de la liste de l'Alliance du 14-Mars à gagner un siège au Parlement dans la circonscription du Metn, profitant du fait que la liste opposée, alliance entre Michel Aoun et Michel Murr ait gardé un siège vacant.
En juillet 2005, il est nommé ministre de l’Industrie au sein du gouvernement de Fouad Siniora. Il a lancé fin 2005 un plan de développement de l’industrie libanaise baptisé « Industrie pour la jeunesse libanaise 2010 ». Il est assassiné avec son garde du corps le 21 novembre 2006.
Le gouvernement a décidé un deuil officiel de trois jours ; l'attentat a été condamné par l'ensemble de la classe politique libanaise et internationale.

### Circonstances de son assassinat
C'est au cours d'un déplacement le 21 novembre 2006 dans sa circonscription électorale du Metn, à Jdeideh, un quartier de la banlieue nord de Beyrouth, que la voiture du ministre est percutée par un autre véhicule. Trois individus armés sortent de ce véhicule et tirent avec des armes automatiques munies de silencieux sur la voiture de Pierre Gemayel. Grièvement blessé à la tête, il est conduit dans un hôpital voisin ; il meurt peu de temps après son admission en urgence. Peu après, l'armée libanaise se déploie en force dans la capitale et son père, Amine Gemayel, appelle au calme.
Pierre Gemayel refusait les escortes, et conduisait lui-même sa voiture non blindée.
L'assassinat de Pierre Gemayel constitue une nouveauté en termes de mode opératoire. Il a eu lieu en plein jour, dans une rue animée, alors que les attentats qui touchaient la classe politique libanaise depuis octobre 2004 étaient le plus souvent commis à l'explosif ou à la voiture piégée.
Ses funérailles ont eu lieu le 23 novembre 2006, sur la place des Martyrs, au sein d'un rassemblement de plusieurs centaines de milliers de partisans de l'Alliance du 14-Mars, et ont revêtu un caractère politique marqué, dans un pays plongé dans une grave crise politique depuis l'été.
Le Conseil de sécurité de l'ONU a accepté la demande du Premier ministre libanais, Fouad Siniora, d'inclure l'assassinat de Pierre Gemayel dans le mandat de la commission d'enquête internationale sur la série de meurtres et d'attentats qui ont secoué le Liban depuis octobre 2004.